# Ordobrevia constricta
Ordobrevia constricta is een keversoort uit de familie beekkevers (Elmidae). De wetenschappelijke naam van de soort werd in 1968 gepubliceerd door Joseph Delève.